# 응집력

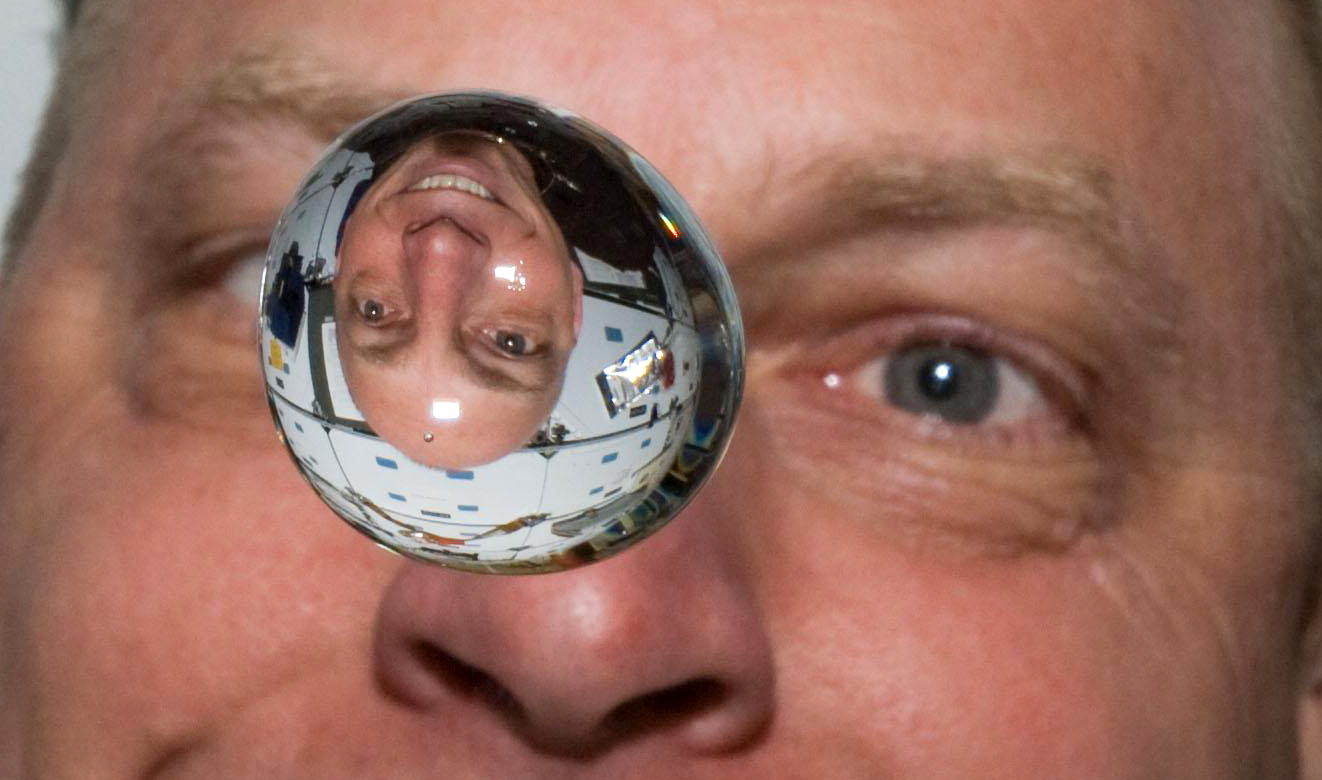
물의 응집력의 특징은 명확하게 알 수 있다.

응집력(凝集力, cohesion)은 작용이자, 상호간에 인력이 있게 되어서 분자가 서로 붙는것과 같은 특성이다. 이것은 분자가 서로 가까워질때 궤도를 선회하는 전자를 불규칙하게 분포시키면서 전기적 인력을 만들어내는 분자 구조나 형태에 의해서 발현되는 물질의 고유 특성이다.

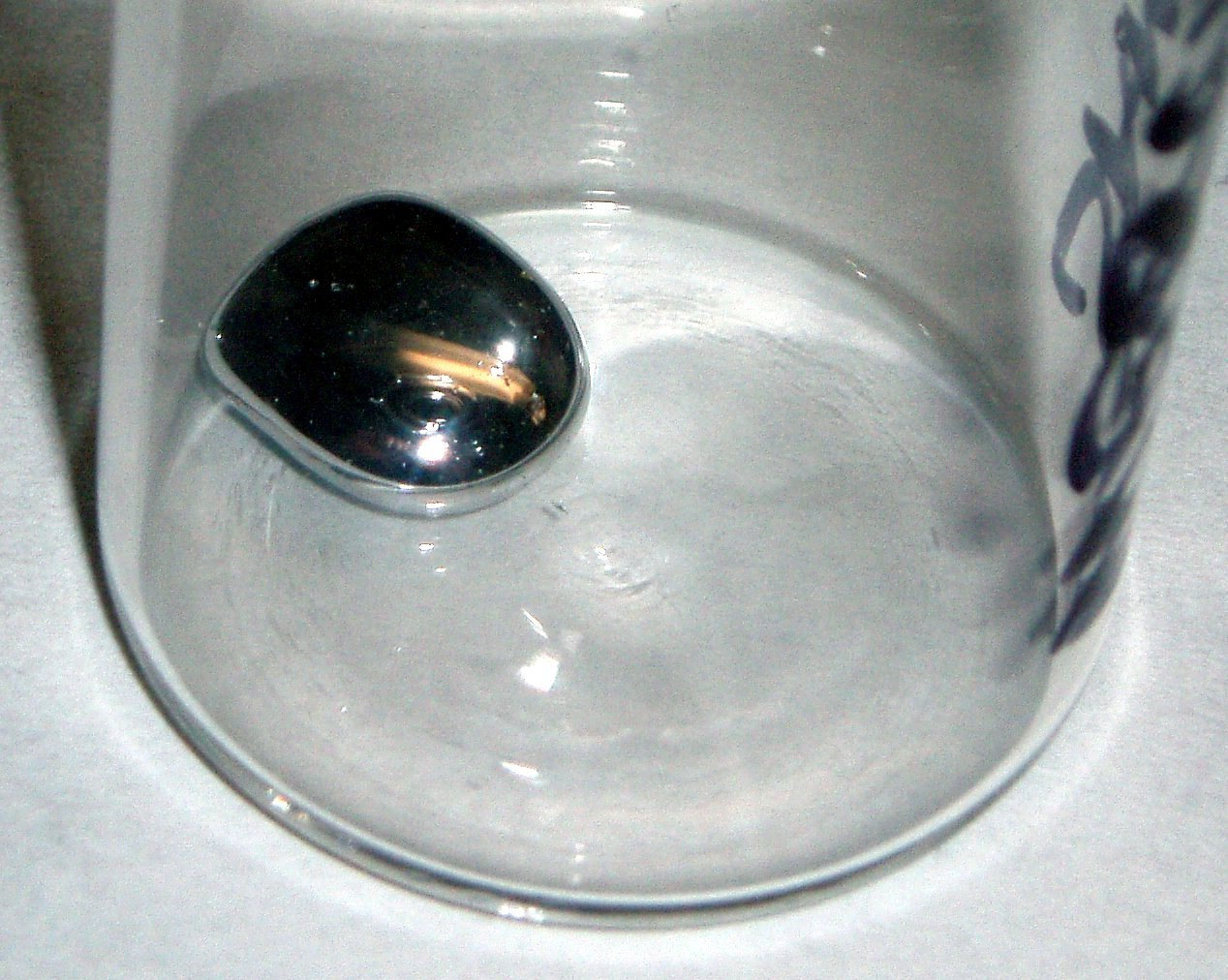
수은은 유리와의 점착성 보다 더 높은 응집력을 보여준다.

## 예시
예를 들어서 물은 각각의 분자가 다른 분자와 사면체의 구조로 4개의 수소결합을 하기 때문에 강력한 응집력을 가지고 있다. 이것은 분자들 사이에 비교적 강한 쿨롱 힘을 만들어 낸다. 간단히 말하자면, 물분자의 극성은 서로를 향하여 끌어당기게 한다. 이 물 분자의 극성은 산소원자와 수소 원자의 전기음성도 차이 때문이며, 산소는 수소 원자보다 더 높은 전기음성도에 값을 가지므로 산소가 공유 전자를 수소가 끌어당기는 것보다 더 강한 힘으로 끌어당긴다. 공유결합을 통해 공유되는 전자는 산소 쪽으로 편향된다. 이것을 극성 공유 결합이라고 부르고 원자 사이의 공유 결합이 서로 반대편에 위치하게 된다. 물 분자의 경우를 생각해 본다면 수소 원자는 염기성을 띠고 있는 반면에 산소는 산성을 띤다. 분자 내에서의 이 전하 분극은 강력한 수소 결합을 통하여 인접한 분자와 정렬할 수 있게 한다. 그러나 메탄과 같은 반데르발스 가스는 무극성 분자에 의해 유도되어 작용된 반데르발스 힘 때문에 약한 응집력을 가진다.
응집력은 응착력과 함께 매니서커스(원통안의 액체의 요(凹), 철(凸)면)나 표면장력, 모세관 현상을 설명하는 것을 돕는다.
유리플라스크에 있는 수은은 응집력과 응착력 사이의 비율 효과의 좋은 예시이다. 이것의 높은 응집력과 유리에 대한 낮은 응착력으로 수은은 플라스크 쪽으로 퍼져나가지 않는다. 수은은 다른 액체나 물과 다르게 유리를 적시지 않을 것이고, 만약 유리가 기울어져있다면, 수은은 굴러 갈 것이다.

## 같이 보기
- 접착
- 비열용량
- 양쪽성 이온
- 극성 (화학)
- 응력